# 13244 Dannymeyer
13244 Dannymeyer eller 1998 MJ14 är en asteroid i huvudbältet som upptäcktes den 26 juni 1998 av Catalina Sky Survey projektet. Den är uppkallad efter Danny Meyer.
Asteroiden har en diameter på ungefär 32 kilometer.